# Lendak
Lendak (Hongaars: Lándok, Duits: Landeck) is een Slowaakse gemeente in de regio Prešov, en maakt deel uit van het district Kežmarok.
Lendak telt 5.019 inwoners.

## Foto's

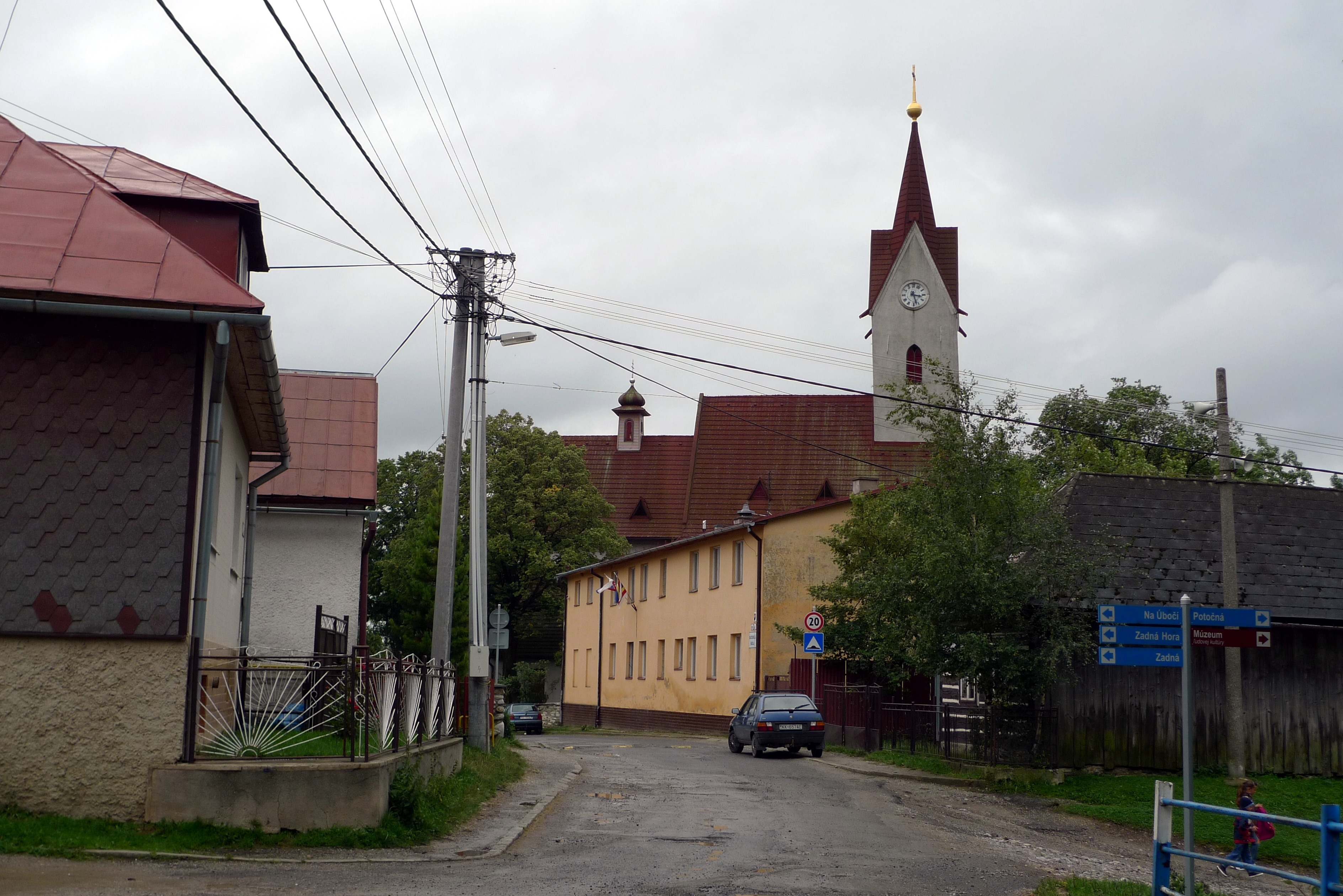
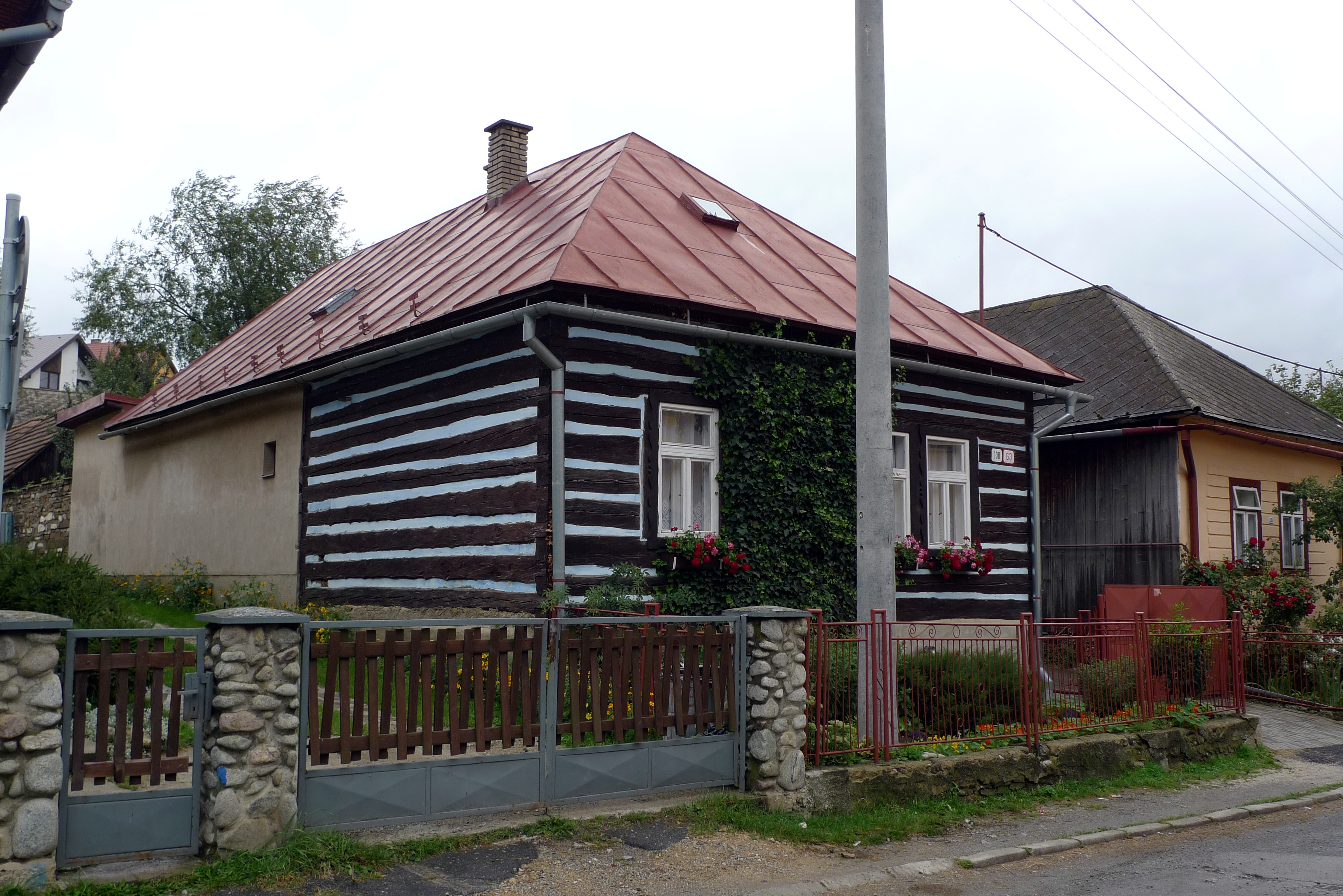
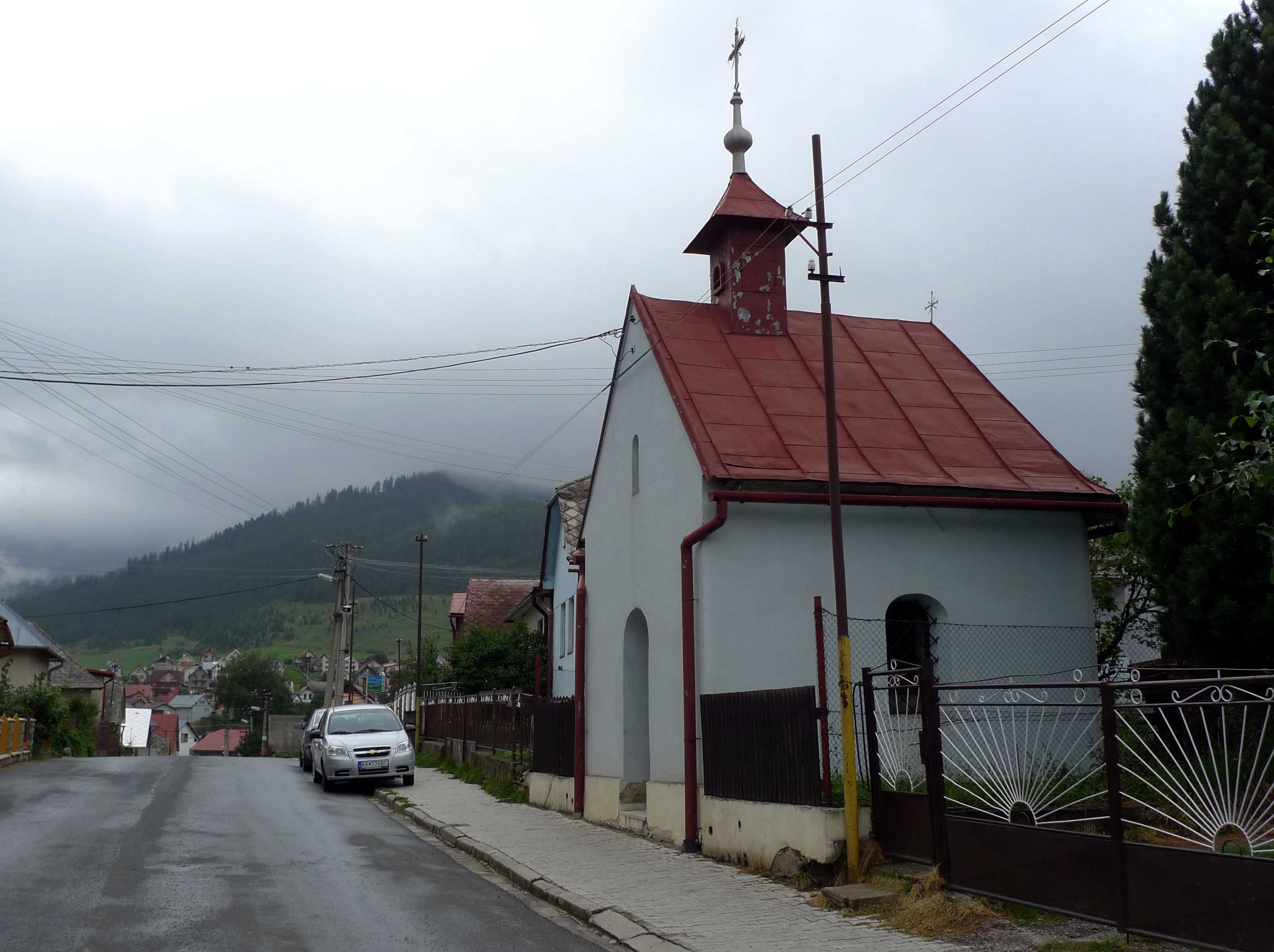
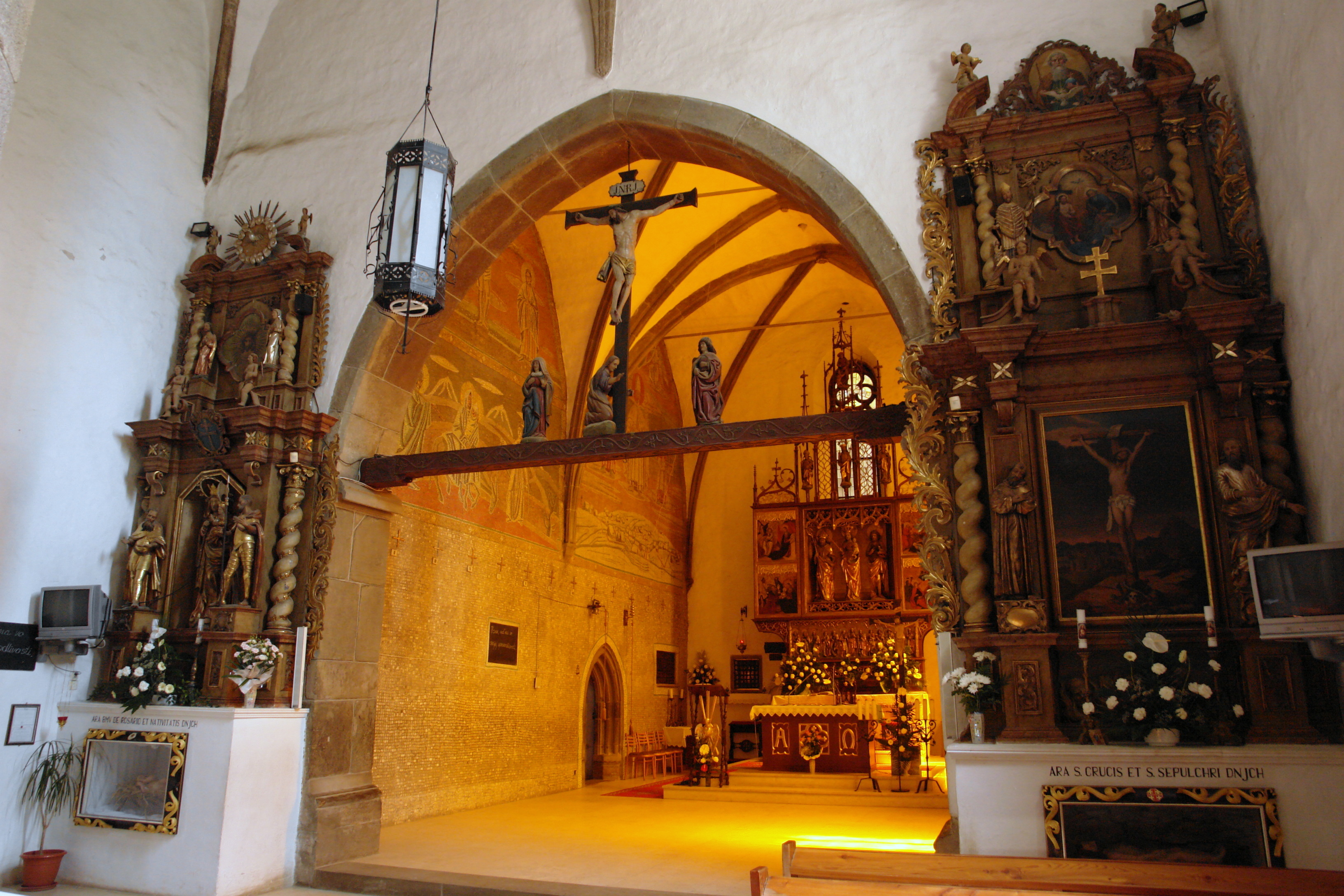
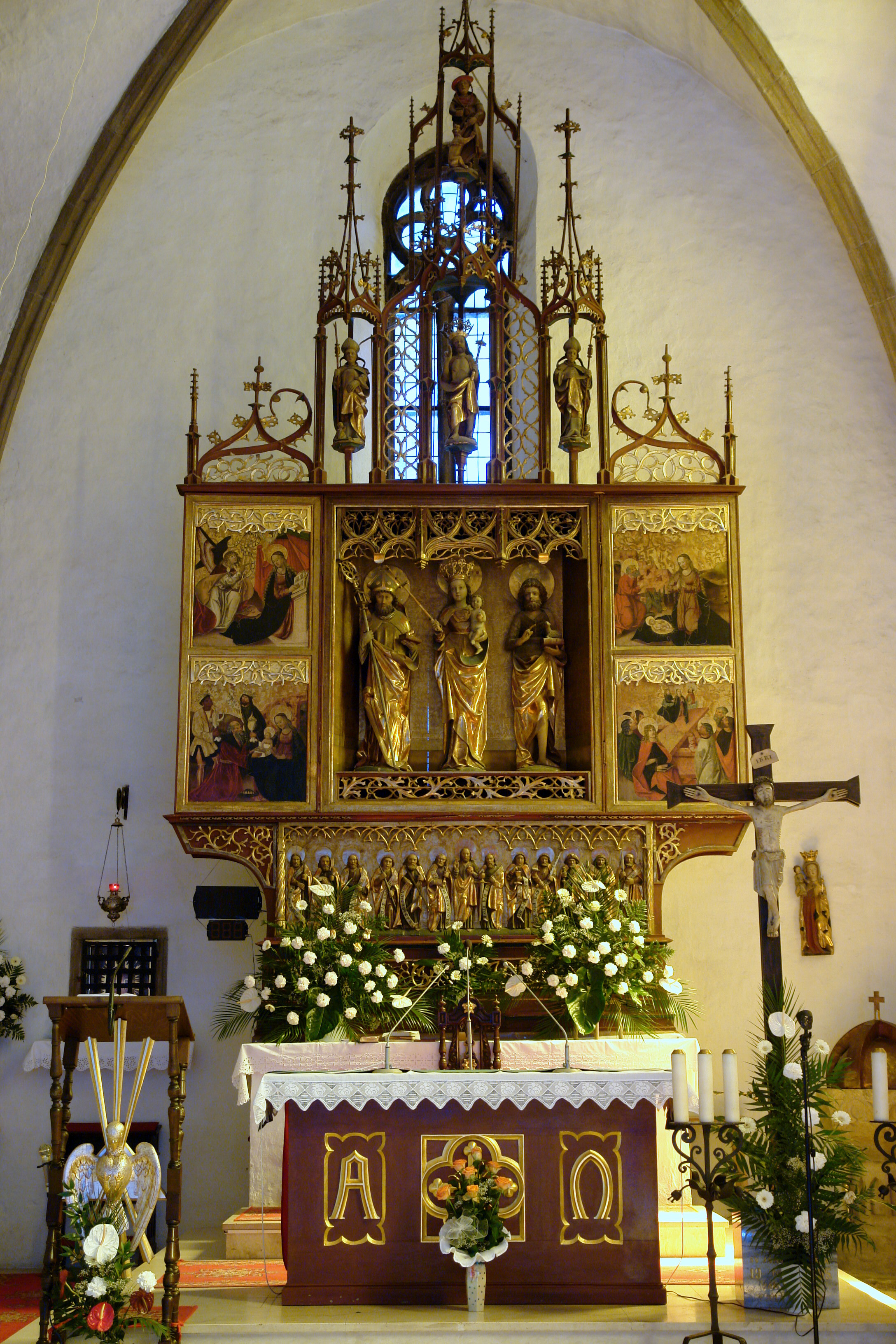
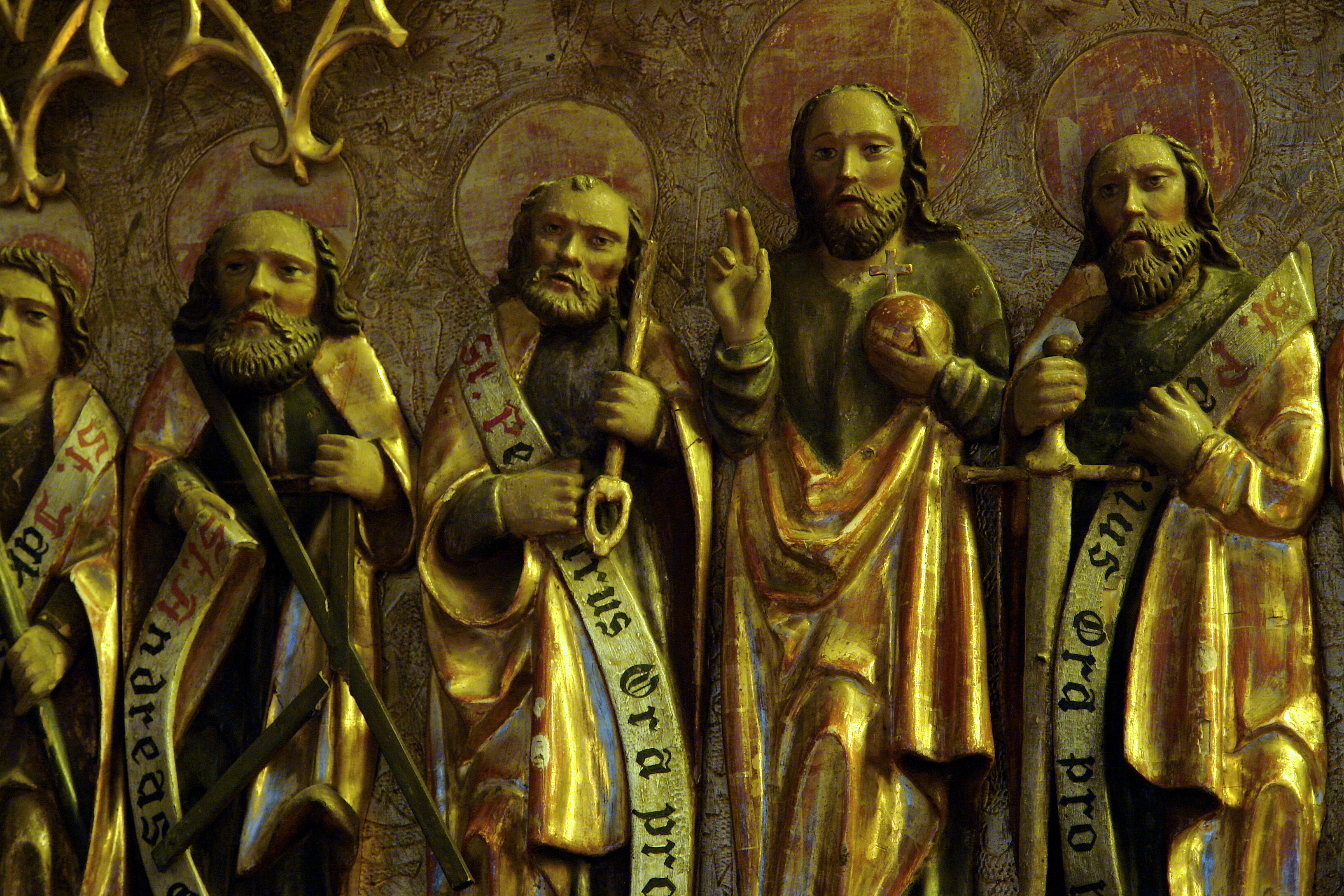
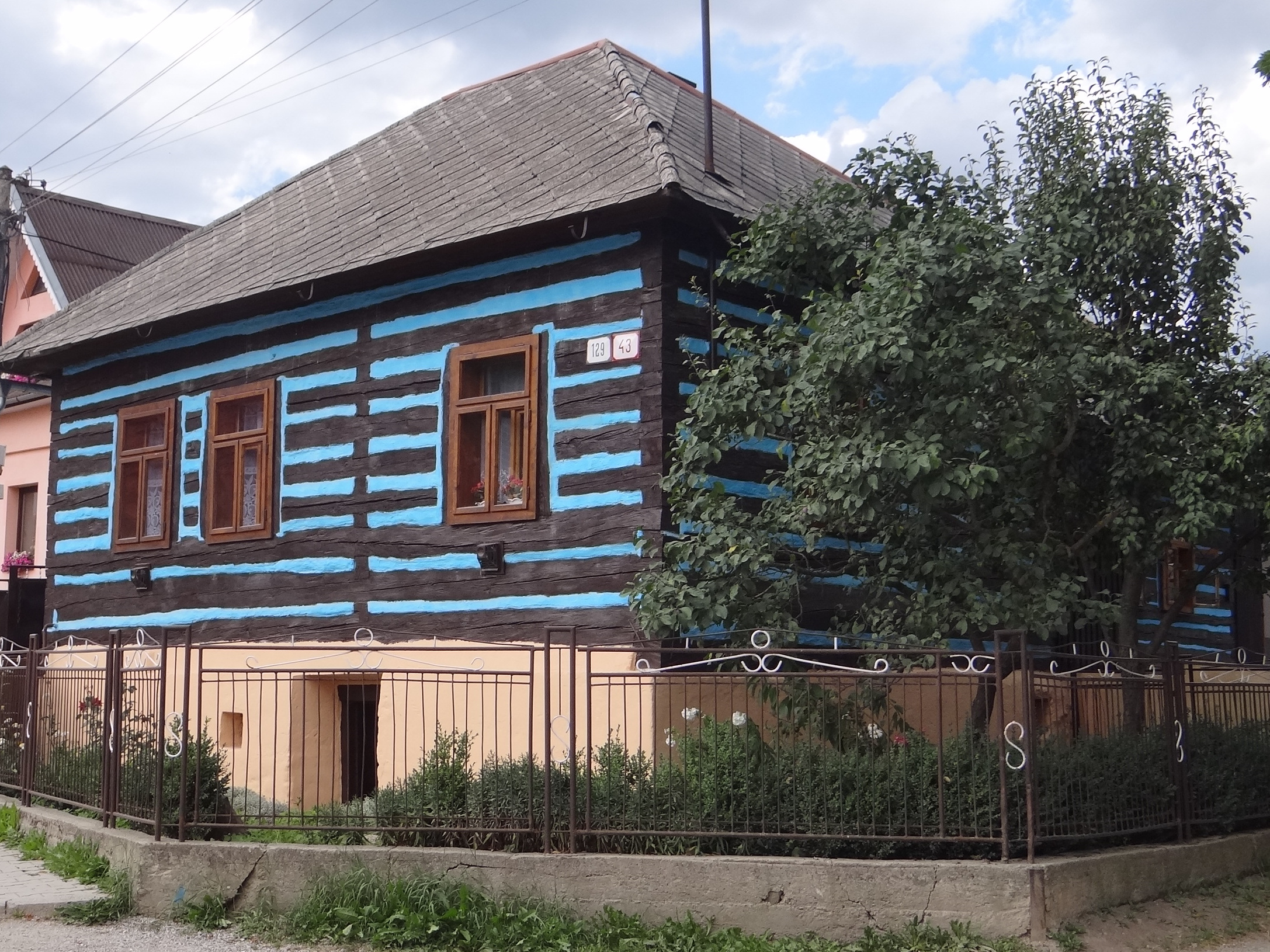